# Band of Joy
The Band of Joy — рок-гурт з Великої Британії, який існував у 1965—1968 і 1977—1983 роках. Легенданий рок-вокаліст Роберт Плант відновив гурт під цією назвою в 2010 році для концертного туру в США і Європу.

## Історія гурту
Гурт відомий завдяки тому, що до його складу певний час входили вокаліст Роберт Плант і барабанщик Джон Бонем, які згодом були запрошені до легендарного гурту Led Zeppelin і в меншій мірі завдяки разовій участі у складі команди підтримки гурту Нодді Голдера — майбутнього фронтмена легендарного Slade.

## 1966—1968
Гурт Band of Joy був створений в 1966 у Вест-Бромвічі неподалік від Бірмінгему клавішником Крісом Брауном (Chris Brown), гітаристом Верноном Перейрою (Vernon Pereira) і співаком Робертом Плантом.
З часом конфлікти гурту з його менеджментом призвели до того, що Плант залишив групу через кілька місяців. Йому було заявлено, що він просто не вміє співати. Плант спробував сформувати власний Band Of Joy, але спроба не мала успіху. Третя інкарнація гурту вже за участі Джона Бонема — друга дитинства Роберта Планта — тривала з 1967 до середини 1968 року. Її учасниками були гітарист Кевін Геммонд і басист Пол Локлі. Їх бренд соул музики і блюзу був дуже популярним в бірмінгемській «Mod» (молодіжна субкультура). Цей склад гурту зробив низку демозаписів на початку 1968 року, але розпався у травні 1968 року, коли контракти щодо записів не вдалося здійснити. Ненадовго обов'язки лід гітариста перейшли до Дейва Пегга (Dave Pegg), який згодом став бас-гітаристом гуртів Fairport Convention і Jethro Tull. Пегг репетирував з Band of Joy, але не гастроював з ним. На гастролях в Шотландії 1968 року Плант і Бонем виступали разом з тимчасовими учасниками Джоном Гіллом (ексучасник гурту Uncle Joseph) і гітаристом Міком Строудом.

## 1977—1983
В 1977 році Кевін Геммонд і Пол Локлі відновили Band of Joy, запросивши до гурту Джона Пастернака, Пітера Робінсона і клавішника Майкла Четвуда. Раніше Геммонд, Локлі і Робінсон грали в гурті Bronco. Новим складом учасників, було записано два альбоми, які визначались прогресивними мелодіями і експериментами з поєднання нових звуків панк руху з класичними жанрами рок-музики і блюзу. Вони запрошували Планта і Бонема взяти участь в їх альбомі 1978 року, але з цього нічого не вийшло. У 1983 році Band of Joy випустив другий альбом, після чого гурт знову розпався. Геммонд пізніше співпрацював з Плантом у своєму гурті «Priory of Brion».

## 2010
У 2010 році Роберт Плант сформував новий гурт і організував тур на підтримку альбому «Robert Plant & the Band of Joy». Цей альбом зайняв 8-й рядок у списку 30 найкращих альбомів 2010 року за версією Rolling Stone
31 липня 2011 року Роберт Плант з групою «Band of Joy» дали концерт в Палаці «Україна» (Київ) в рамках турне на підтримку нового альбому.

## Дискографія
- Band of Joy (альбом) (1978)
- 24k (альбом) (1983)
- Sixty Six to Timbuktu[en] (2003) — ретроспективний альбом Роберта Планта, який включає деякі записи Band of Joy: «Hey Joe[en]» і «For What It's Worth»
- Band of Joy[en] (2010)

## Учасники

### Склад 1967 року
- Джон Бонем — барабан та ударні інструменти
- Кріс Браун — орган
- Кевін Геммонд — гітара, вокал
- Пол Локлі — бас-гітара, гітара, вокал
- Роберт Плант — лід вокал

### Склад 1968 року
- Джон Бонем — барабан
- Джон Гілл — бас-гітара
- Джон Келсі — клавішні інструменти
- Роберт Плант — лід вокал
- Мік Строуд — лід гітара

### Склад 1977 року
- Майкл Четвуд — клавішні інструменти, вокал
- Кевін Геммонд — гітара, вокал
- Пол Локлі — гітара, вокал
- Джон Пастернак — бас, вокал
- Пітер Робінсон — барабан

### Склад 2010 року
- Марко Джовіно — перкусія (ударні музичні інструменти)[10]
- Патті Гріффін — вокал і гітара
- Байрон Хаус — бас
- Бадді Міллер — гітара, вокал
- Даррелл Скотт — вокал, мандоліна, гітара, акордеон, педаль, банджо.
- Роберт Плант — лід вокал.